# 梁門穴
梁門穴是属于足陽明胃經的腧穴。

## 定位
臍中直上4寸（中脘穴），旁開2寸。或天樞穴直上4寸。

## 主治
嘔吐、胃痛、腹脹等。

## 操作
直刺0.5～0.8寸；可灸。